# Arco sirio

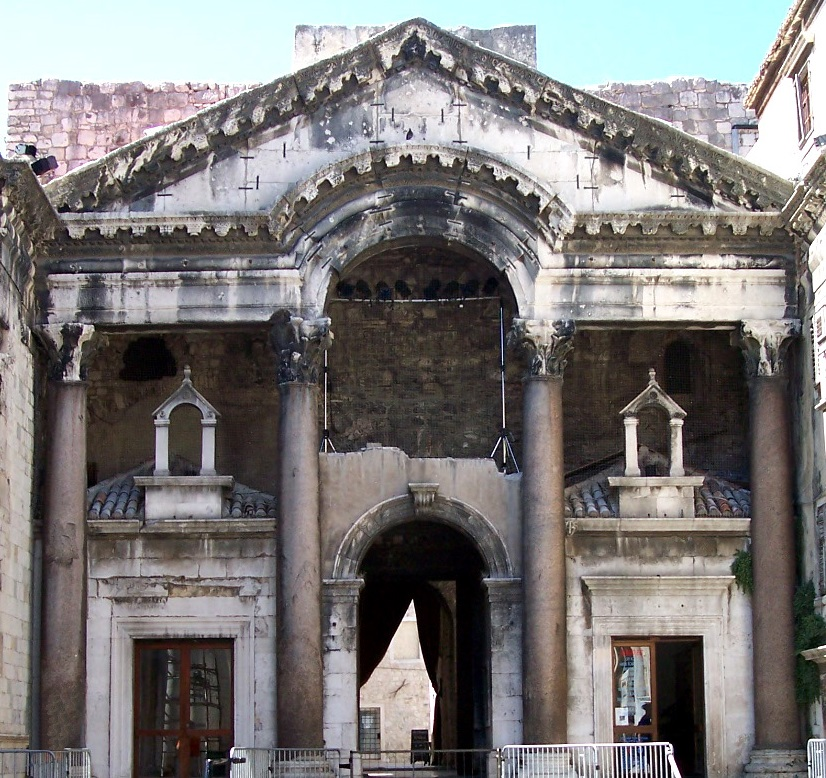
Arco sirio en el peristilo del Palacio de Diocleciano (c. 300) en Split.

El término arco sirio hace referencia a una curvatura en forma de arcada en el entablamento de las fachadas de los templos antiguos.

## Distribución y descripción
El nombre hace referencia al ejemplo más antiguo conocido, el templo de Dushara de principios del reinado de Augusto en la antigua Si'a (Haurán, Siria). Desde entonces, esta forma siguió siendo característica de la región siria. Sin embargo, las fachadas de templo de este tipo estaban muy extendidas no sólo en Siria, sino en toda la parte oriental del Imperio romano. Ejemplos conocidos son el palacio de Diocleciano en Split o el templo de Adriano en Éfeso; pero el propileos de la Santa Sofía teodosiana de Constantinopla también se diseñó con esta forma.
El rasgo característico del arco sirio es la curvatura en forma de arcada del entablamento, generalmente entre dos columnas de orden corintio u orden compuesto, El rasgo característico del arco sirio es la curvatura en arco del entablamento, normalmente entre dos columnas con orden corintio u orden compuesto, por lo que el arquitrabe con todos sus perfiles se funde en el arco sin interrupción. Debido al grosor del entablamento, solo el borde inferior del frente del arco es un verdadero semicírculo. El borde superior forma un arco escarzano más o menos plano.Raming, Elsbeth (1999 [Mikrofiche-Ausgabe 2009]). «Bogen und Gebälk». Dissertation Universität Freiburg. Untersuchungen zum Syrischen Bogen und verwandten Erscheinungsformen in der antiken Architektur.</ref> el arco sirio no se coloca sobre el entablamento, sino que lo continúa de forma constante.

Ejemplos de la antigüedad
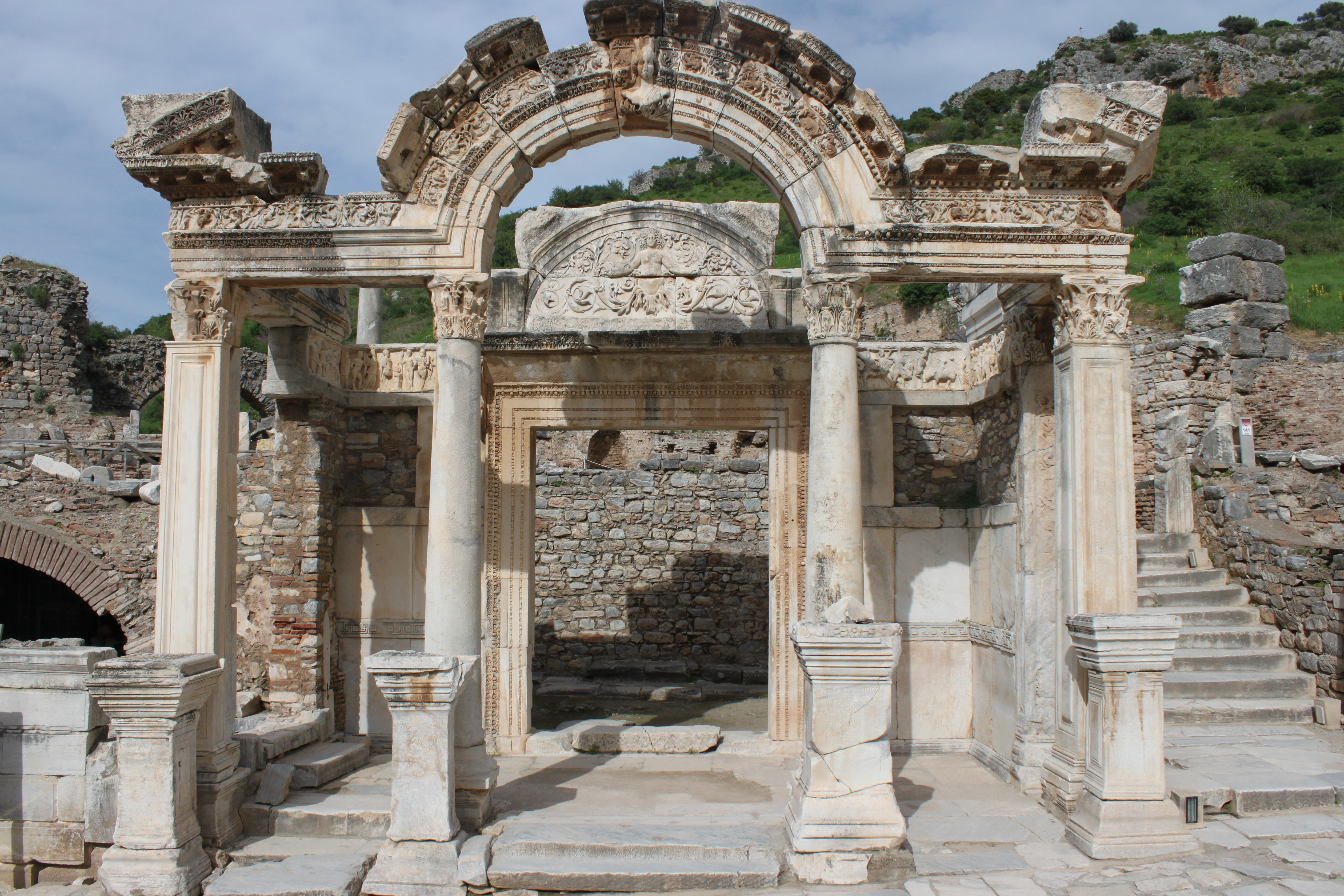
Arco sirio en el Templo de Adriano (117/118 d.C.) en Éfeso.
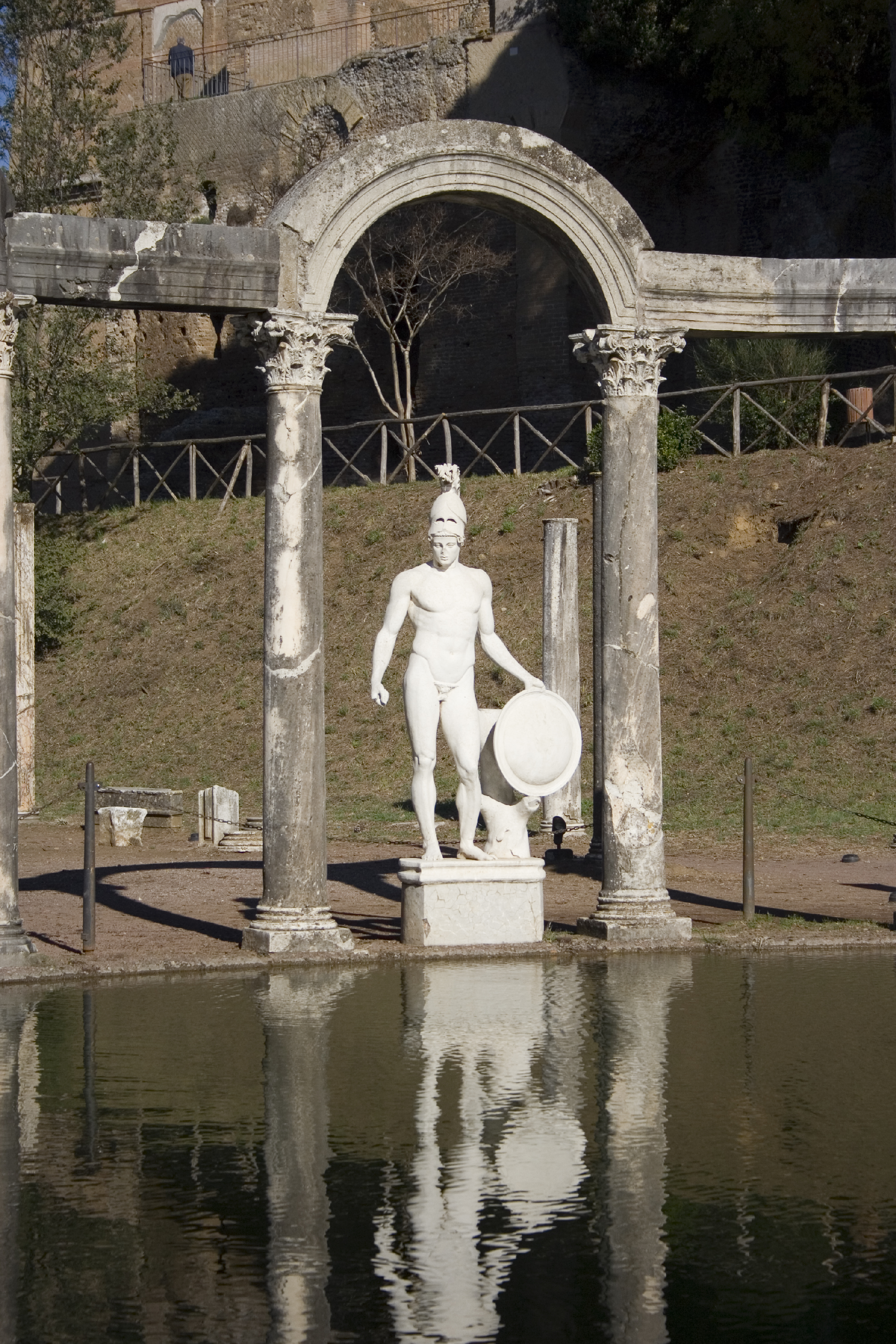
Arco sirio en el jardín de Villa Adriana en Tívoli.